# Exodeoxiribonucleasa lambda inducida
La exodeoxiribonucleasa lambda inducida (EC 3.1.11.3) es una enzima nucleasa que cataliza la reacción de rotura exonucleolítica de deoxinucleótidos en la dirección 5' → 3' para formar nucleósido-5'-fosfatos. Algunos organismos que expresan esta enzima son el bacteriófago T5, el bacteriófago lambda, el bacteriófago T3 y el bacteriófago T7. El nombre alternativo de esta enzima es exonucleasa lambda.
Tiene preferencia por el ADN de cadena doble. No ataca fragmentos de ADN de cadena simple. Algunas enzimas similares son las exonucleasas T4, T5 y T7, y la ADNasa IV mamífera.